# 山崎真秀
山崎 真秀（やまざき まさひで、1930年9月25日 - 2007年6月14日）は、日本の法学者、専門は憲法、教育法。静岡大学人文学部教授、国分寺市長（1期）などを務めた。「山崎眞秀」と表記されることもある。

## 経歴
東京生まれ。1957年、東京学芸大学卒業。その後、東京学芸大学助手、広島大学講師、北海道大学助教授、東京学芸大学教授を経て、静岡大学人文学部教授。
1994年、静岡大学を退職し、国分寺市西元町の自宅で「国分寺・市民憲法教室」を開講した。
1997年の国分寺市長選挙に、日本共産党と新社会党の推薦を受けて無所属で出馬し、5選を目指していた現職の本多良雄を破って当選した。一騎討ちとなった選挙戦では、JR国分寺駅北口再開発事業が大きな争点となり、山崎は再開発計画の一部見直しを主張し、本多市政を「開発優先で福祉を切り捨ててきた」と批判した。
市長在任中は、市議会との緊張関係が続き、1998年度から2001年度にかけて4年連続で、暫定予算の編成を余儀なくされた。
1999年には、当時、多摩地区の27市で最悪、全国的にも「ワースト級の財政状況」の原因が、「多額の起債（借金）による異常な公共事業への投資」にあるとする「市財政白書」を公表した。この「白書」は、東京経済大学多摩学研究会（代表・柴田徳衛名誉教授）に委託してまとめたものであった。
山崎は、2001年の国分寺市長選挙で新人の星野信夫に敗れた。2007年6月14日、胆管癌のため渋谷区の病院で死去。76歳没。

## おもな業績

### 単著
- 憲法と教育人権、勁草書房、1994年
- 自立した自治体は可能か : 憲法学者市長の挑戦と挫折、花伝社、2004年